# Rugyinóc
Rugyinóc (románul: Ruginosu) falu Romániában, a Bánságban, Krassó-Szörény megyében.

## Fekvése
Karánsebestől északnyugatra fekvő település.

## Története
Rugyinóc nevét 1411-ben említette először oklevél Rugyinolcz in districtu Sebes formában. 1440-ben Ruginocz in districtu Karansebes, 1559-ben Rwgynoz, 1603-ban Ruginosz, 1723 Ruzsinosz, 1888-ban Ruzsinos (Ruzsinosz), 1913-ban Rugyinóc néven volt említve. A trianoni békeszerződés előtt Krassó-Szörény vármegye Temesi járásához tartozott. 1910-ben 369 lakosából 367 görögkeleti ortodox román volt.